# Kalijaten
Kalijaten is een bestuurslaag in het regentschap Sidoarjo van de provincie Oost-Java, Indonesië. Kalijaten telt 9777 inwoners (volkstelling 2010).